# Structure
Structure è una rivista scientifica mensile sottoposta a revisione paritaria, che si occupa di biologia strutturale, struttura delle proteine e macromolecolare, e degli acidi nucleici.
Fondata nel settembre 1993 da Wayne Hendrickson, Carl-Ivar Brändén e Alan R. Fersht, all'inizio del 1999 la rivista si è fusa con Folding & Design e il nome è stato cambiato in Structure with Folding & Design. Nel 2001, la rivista è tornata a chiamarsi Structure.
È pubblicata dalla Cell Press. Christopher D. Lima e Andrej Sali ne sono stati i capiredattori dal 2003 a ottobre 2021. Successivamente, la rivista è stata curata da un team interno di Cell Press di cui Karin Kühnel è la caporedattrice.